# Józef Burbelka
Józef Burbelka (ur. 1912 w Jaśle, zm. 4 marca 1992) – polski działacz sportowy, dziekan Wydziału Wychowania Fizycznego oraz organizator i kierownik Zakładu Historii i Organizacji Kultury Fizycznej na AWF w Poznaniu, organizator TKKF w Poznaniu.

## Życiorys
Syn Eliasza, pochodził z rodziny robotniczej. W latach 1934–1937 studiował w Studium Wychowania Fizycznego Uniwersytetu Jagiellońskiego (magistrem został w 1938). Do 1939 pracował jako nauczyciel wychowania fizycznego w Jaśle i Sosnowcu. Uczestnik kampanii wrześniowej. Internowany na Węgrzech po przekroczeniu granicy. Organizator tajnego nauczania, za które został w 1944 aresztowany i uwięziony w obozie koncentracyjnym w Mauthausen. W 1947 powrócił do Polski i osiadł w Lublinie. W 1950 oddelegowany do Poznania na stanowisko sekretarza Wojewódzkiego Komitetu Kultury Fizycznej. Jeden z organizatorów Wyższej Szkoły Wychowania Fizycznego w Poznaniu (potem AWF). Organizator i kierownik Zakładu Historii i Organizacji Kultury Fizycznej na tej uczelni. Wieloletni dziekan Wydziału Wychowania Fizycznego. Organizator i pierwszy prezes Zarządu Wojewódzkiego TKKF w Poznaniu (1957-1966). W latach 1966–1968 wiceprezes tej struktury. Członek Zarządu Głównego TKKF. Organizator ogniska TKKF przy WSWF (AWF) w Poznaniu. Aktywny uczestnik I Olimpijskiego Seminarium TKKF.
Pochowany na cmentarzu parafialnym św. Jana Vianneya w Poznaniu.

## Odznaczenia
- Krzyż Kawalerski Orderu Odrodzenia Polski[1]
- Złoty Krzyż Zasługi (1955)[2][1]
- Odznaka tytułu honorowego „Zasłużony Nauczyciel Polskiej Rzeczypospolitej Ludowej”[1]
- odznaka 100-lecia Sportu Polskiego[1]
- Złota Odznaka AZS[1]
- odznaka Zasłużony dla Miasta Poznania[1]
- Medal Komisji Edukacji Narodowej[1]
- Zasłużony Działacz Kultury Fizycznej[1]
- Honorowa Złota Odznaka TKKF[1]